# Ch’ŏllima-862
Ch’ŏllima-862 (천리마 862) – typ trolejbusu, który produkowano w latach 1986–1989 (lub 1990) w północnokoreańskich zakładach Pyongyang Trolleybus Works. Oznaczenie pojazdu pochodzi od imienia konia Ch’ŏllima: stworzenia z koreańskiej mitologii.

## Konstrukcja
Ch’ŏllima-862 to wysokopodłogowy, dwuosiowy trolejbus wyposażony w czworo czteroczęściowych drzwi harmonijkowych. Stanowi rozwinięcie konstrukcyjne starszego modelu Ch’ŏllima-842. Wyprodukowano co najmniej 64 egzemplarze.
Trolejbus nr 281 jest honorowym pojazdem zajezdni Sanghung, którym podróżował Kim Ir Sen 18 kwietnia 1989 r.